# Rubén Odio Herrera

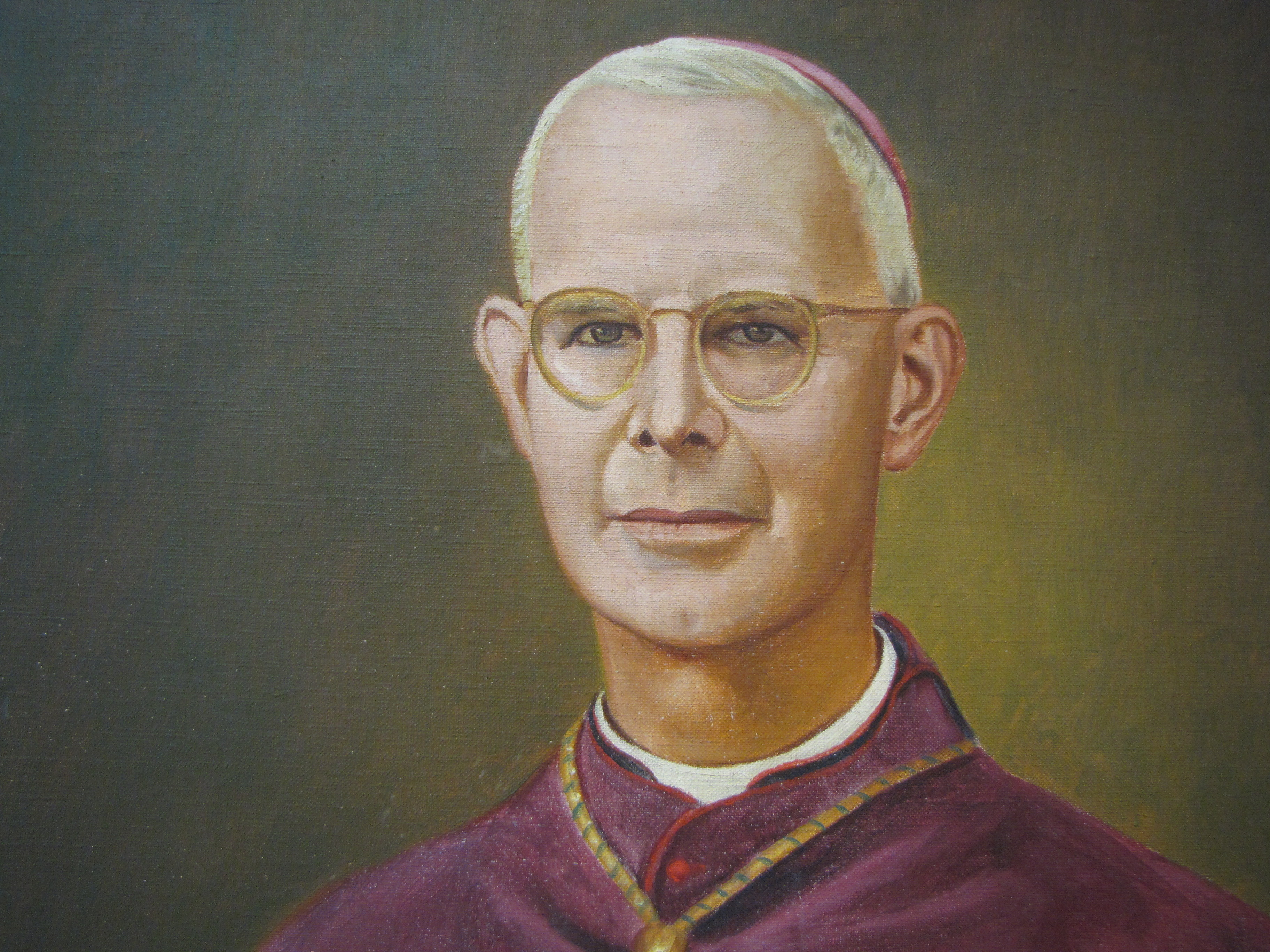
Monseñor Rubén Odio Herrera, III Arzobispo de San José, Costa Rica

Rubén Odio Herrera (San José, 22 de octubre de 1901- 21 de agosto de 1959) fue un eclesiástico costarricense. Fue el tercer arzobispo de San José (1952-1959), al suceder a Víctor Sanabria Martínez.

## Carrera y estudios
Terminados sus años de escuela primaria, pasó al Colegio Seminario para seguir sus estudios de Secundaria. Allí tuvo la oportunidad de ser compañero del futuro segundo Arzobispo de San José Mons. Víctor Sanabria Martínez. Hizo sus estudios sacerdotales en el Seminario Mayor y recibió el Presbiterado de manos de Mons. Rafael Otón Castro, el 29 de junio de 1924. En el año 1951 fue nombrado prelado doméstico de su Santidad y electo el 30 de octubre de 1952, recibió su ordenación episcopal el 12 de diciembre de 1951, el mismo día que fue consagrado papa Pablo VI. 
Su carrera sacerdotal la inició como coadjutor de La Merced, en donde era párroco Rosendo de Jesús Valenciano. En 1925 el Padre Valenciano viajó a Roma para la celebración del Año Santo, dejando la parroquia de la Merced en manos del Padre Rubén Odio. A su regreso, dijo: 

Durante mi ausencia estuve absolutamente tranquilo porque dejé la parroquia en manos de un ángel.

## Personalidad
El concepto anterior refleja exactamente el sentimiento que los costarricenses tuvieron del Padre Rubén Odio, a saber, un sacerdote santo, dedicado a la oración, humilde, dispuesto a atender a cualquier persona a la hora que fuere; su casa arzobispal siempre estaba abierta. La paz de su espíritu llamaba a conversión a los pecadores y elevaba a la perfección a aquellos que permanecían cerca de Dios. Fue párroco en Ciudad Colón, Pacayas, Desamparados y Cartago; y en 1950 fue nombrado rector del Seminario Menor. Tuvo siempre en gran respeto la figura de su antecesor Monseñor Sanabria Martínez y admiró el esfuerzo que puso aquel por unir a la familia costarricense.

## Logros
Gobernó la arquidiócesis con gran celo por la salvación de las almas; puso un gran esfuerzo por desarrollar las vocaciones sacerdotales desde la más temprana edad y presidió con gran solemnidad el Segundo Congreso Eucarístico Nacional, verificado en 1955. 
En la actualidad su nombre fue adoptado en su honor por el Liceo Monseñor Rubén Odio Herrera ubicado en Desamparados.

## Fallecimiento
Falleció en San José el 21 de agosto de 1959, muy próximo a los siete años de arzobispado y llegando a sus 58 años de edad.